# Trigenotyla parca
Trigenotyla parca är en mångfotingart som beskrevs av Ottis Robert Causey 1951. Trigenotyla parca ingår i släktet Trigenotyla och familjen Trichopetalidae. Inga underarter finns listade i Catalogue of Life.